# ライアの祈り
『ライアの祈り』（ライアのいのり）は、森沢明夫の小説、及びそれを原作として2015年6月13日に公開された日本映画。

## あらすじ
青森県八戸市を舞台に、縄文時代に想いを馳せる男女の出会いと絆を描いた作品。大森桃子は明るい性格ながら心に傷を負った中年女性。ある日、桃子は縄文遺跡の発掘を研究している佐久間五朗と運命的な出会いを果たし、2人は交際に発展する。いつしか桃子は五郎の縄文愛に感化され、自ら遺跡発掘現場へ足を運ぶようになる。

## 映画
黒川浩行監督。2015年6月13日に劇場公開

### キャスト
- 大森桃子：鈴木杏樹
- 佐久間五郎：宇梶剛士
- 宮内桜：武田梨奈
- 圭祐：宅間孝行
- ライア：水嶋仁美
- バーテン：村田雄浩
- 仙人の店の店主：中本賢
- 初枝：大島蓉子
- 船頭：河相我聞
- 瀬戸義春：前田倫良
- クマゴロウの母：岩本多代
- 大森正雄：秋野太作
- 大森静子：藤田弓子

### スタッフ
- 監督：黒川浩行
- 原作：森沢明夫
- 脚本：寺田敏雄
- プロデューサー：林哲次
- 製作総指揮：川阪実由貴
- アシスタントプロデューサー：林哲次
- 撮影：渡部健
- 照明：木川豊
- 録音：西岡正己
- 美術：大町力
- 音楽：加羽沢美濃
- オーケストレーション：小林雄